# Grasset de muntanya

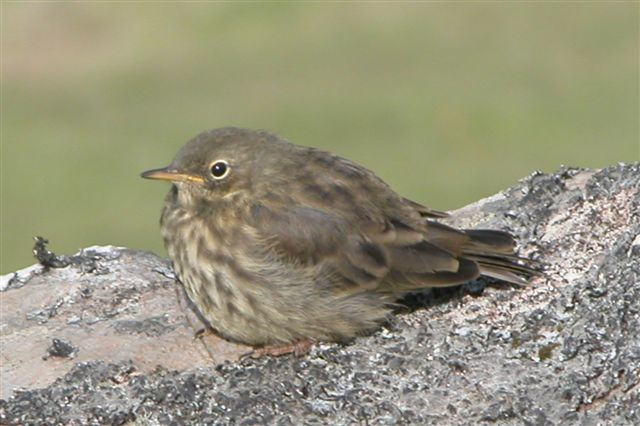
Grasset de muntanya de les illes Fèroe

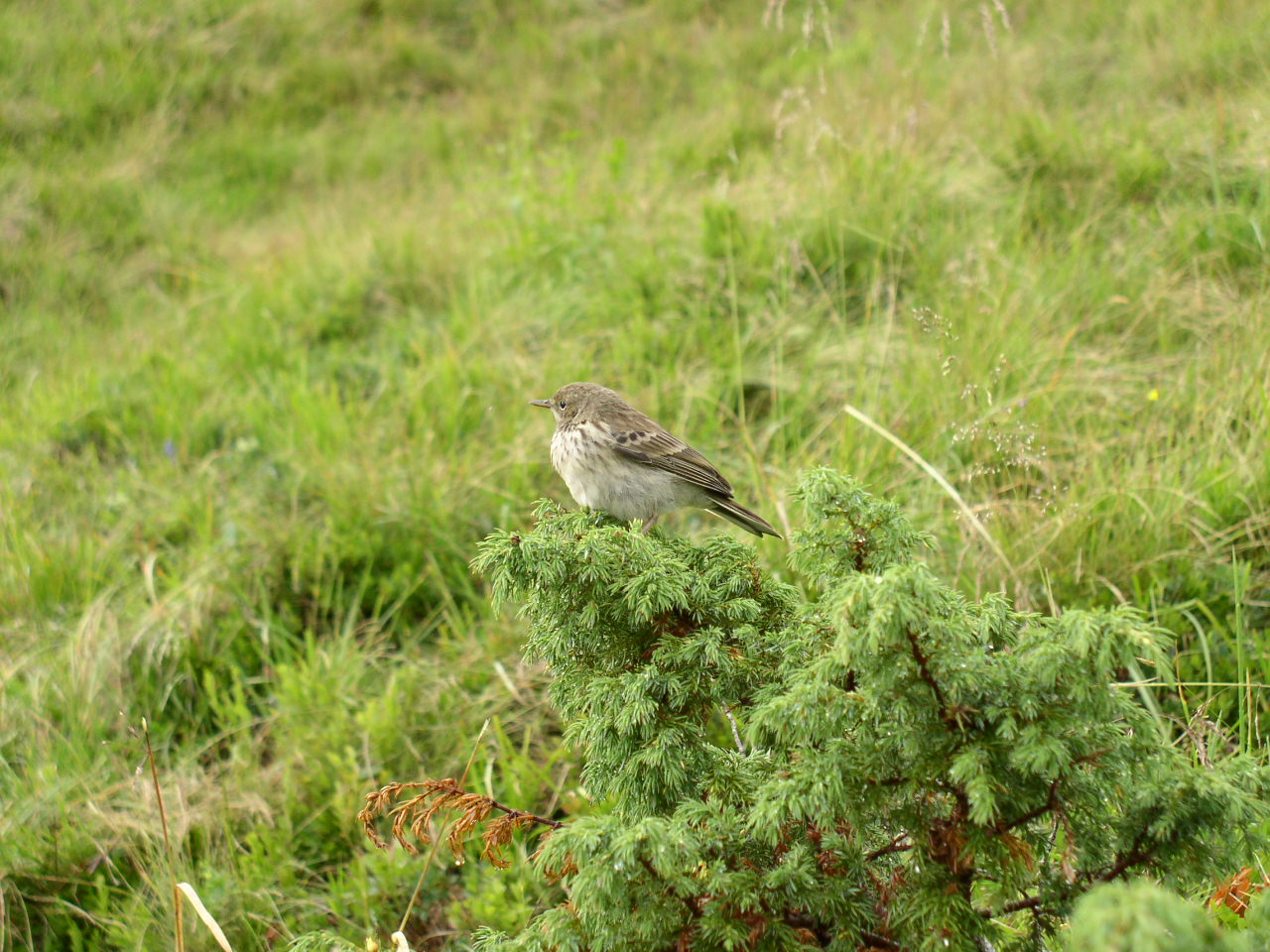
Exemplar fotografiat als Carpats ucraïnesos

El grasset de muntanya (Anthus spinoletta) (anomenada titina de muntanya a les illes i titeta de muntanya al País Valencià) és una espècie d'ocell de l'ordre dels passeriformes molt abundant a les muntanyes. Viu des del sud d'Europa fins a la Xina.
Nia als Pirineus, a partir dels 900 m i fins als 2900 m, i també al Montseny. Fa un niu a terra, amb herbes seques, en prats humits i torberes, i a l'abril-juny la femella pon 4 o 5 ous que cova ella mateixa durant 14 dies. En la cria dels petits prenen part ambdós pares, fins que, als 16 dies, els novells abandonen el nial. Solen fer dues cries.
A l'hivern, les aus més nòrdiques (les que viuen als Alps, per exemple) migren en direcció al sud i les que viuen a les muntanyes catalanes fan una migració parcial, cercant la terra baixa. Aleshores, cerquen terres humides litorals, com els aiguamolls o les riberes dels rius. Llavors, és quan es veuen obligats a fer alguns canvis en la seua vida. N'és un el canvi d'alimentació, ja que hauran de substituir els insectes que caçaven a les prades per peixets petits, crustacis, mol·luscs i llavors.

## Morfologia
- Fa 16 cm.
- Té les parts superiors de color bru-grisenc i les inferiors d'una rosa groguenc, pàl·lid i lleugerament ratllat.
- Les rectrius externes de la cua són blanques.
- Les potes són fosques.
- Llista superciliar blanca.

## Subespècies
- A. s. blakistoni
- A. s.coutellii
- A. s.spinoletta
- A. s.alticola
- A. s.japonicus
- A. s.pacificus
- A. s.rubescens